# Ordnungskegel
Ein Ordnungskegel oder auch positiver Kegel ist ein spezieller Kegel in einem geordneten Vektorraum. Er wird über die Ordnungsrelation in diesem Vektorraum definiert. Umgekehrt lassen sich aber auch Kegel unter gewissen Umständen zu Ordnungskegeln erklären und definieren damit dann eine Ordnungsrelation. Somit sind Ordnungskegel und Ordnungsrelation in mancher Hinsicht äquivalent. Jede Eigenschaft des Kegels entspricht dann einer analogen Eigenschaft der Ordnungsrelation und umgekehrt.

## Definition
Gegeben sei ein geordneter Vektorraum {\displaystyle (V,\preceq )}. Dann heißt die Menge
{\displaystyle K:=\{x\in V\,|\,0\preceq x\}}
der Ordnungskegel oder der positive Kegel auf {\displaystyle V}. Er enthält alle Elemente, die „positiv“ bezüglich der Ordnungsrelation sind.
Ist umgekehrt {\displaystyle K} ein konvexer Kegel in {\displaystyle V}, so wird durch
{\displaystyle x\preceq y\iff y-x\in K}
eine Ordnungsrelation auf {\displaystyle V} definiert, die {\displaystyle (V,\preceq )} zu einem geordneten Vektorraum macht. Auch in diesem Fall nennt man {\displaystyle K} den Ordnungskegel.

## Beispiel

### Endlichdimensional
Auf dem Vektorraum {\displaystyle S^{n}} der reellen symmetrischen {\displaystyle (n\times n)}-Matrizen wird durch
{\displaystyle A\geq _{L}B\iff A-B{\text{ ist positiv semidefinit }}}
die sogenannte Loewner-Halbordnung definiert. Der entsprechende positive Kegel ist dann
{\displaystyle K=\{\,A\in S^{n}\,|\,A\geq _{L}0\,\}=\{\,A\in S^{n}\,|\,A{\text{ ist positiv semidefinit}}\,\}.}
Umgekehrt lässt sich die Loewner-Halbordnung auch über diesen Ordnungskegel definieren.

### Unendlichdimensional
Auf dem Funktionenraum {\displaystyle C[0,1]} der im Intervall zwischen 0 und 1 stetigen Funktionen definiert man den Ordnungskegel
{\displaystyle K:=\{\,f\in C[0,1]\,|\,\forall t\in [0,1].f(t)\geq 0\,\}}.
Er definiert die Ordnung
{\displaystyle f\preceq g\iff \forall t\in [0,1].f(t)\leq g(t)}
und macht damit {\displaystyle C[0,1]} zu einem geordneten Vektorraum.

## Eigenschaften
- Jeder Ordnungskegel, der durch einen geordneten Vektorraum definiert wird, ist ein Kegel mit 0. Dies folgt direkt aus der Reflexivität von {\displaystyle \preceq }.
- Jeder Ordnungskegel, der durch einen geordneten Vektorraum definiert wird, ist ein konvexer Kegel. Dies folgt aus der Abgeschlossenheit der Ordnungsrelation bezüglich Addition und Skalarmultiplikation. Daher definieren auch nur konvexe Kegel geordnete Vektorräume: Schwächere Kegeldefinitionen führen zum Verlust dieser Eigenschaften.
- Die Ordnungsrelation ist genau dann antisymmetrisch, d. h. aus {\displaystyle a\succeq b} und {\displaystyle a\preceq b} folgt {\displaystyle a=b}, wenn der Ordnungskegel spitz ist, d. h. wenn {\displaystyle K\cap -K=0}. Die Ordnungsrelation heißt dann eine strikte Ordnung.
- Der zum Ordnungskegel duale Kegel definiert die sogenannte duale Ordnung auf dem Dualraum von {\displaystyle V}.

## Anwendungen
Ordnungskegel und die von ihnen definierten Ordnungsrelationen werden in der Optimierung genutzt, um Verallgemeinerungen von Ungleichungsrestriktionen zu definieren. Insbesondere sind Ordnungskegel etwas allgemeiner als verallgemeinerte Ungleichungen, da sie nur einen konvexen Kegel voraussetzen, nicht einen echten Kegel.
Die oben genannte Loewner-Ordnung kann auf beliebige C*-Algebren verallgemeinert werden. Ist {\displaystyle A_{\text{sa}}} der reelle Vektorraum der selbstadjungierten Elemente einer C*-Algebra {\displaystyle A}, so ist {\displaystyle \{\,a^{*}a\,|\,a\in A\,\}} ein Ordnungskegel, der {\displaystyle A_{\text{sa}}} zu einem geordneten Vektorraum macht. Die Elemente des Ordnungskegels der dualen Ordnung führen zur sogenannten GNS-Konstruktion.